# Клейндейк
Клейндейк (нід. Klijndijk) — село в нідерландській провінції Дренте. Входить до муніципалітету Боргер-Одорн.
Його площа становить 4,59 км², а населення станом на 2021 рік складало 745 осіб.
Перша згадка про населений пункт датується 1899 роком.